# 池河連
池 河連（チ・ハリョン、1912年 - 1960年）は、日本統治時代の朝鮮・連合軍軍政期の南朝鮮・朝鮮民主主義人民共和国の女性小説家。本名は李 現郁。朝鮮文学家同盟常任委員などとして活動し、第1回朝鮮文学賞受賞。

## 生涯
日本統治時代の朝鮮の慶尚南道居昌郡の裕福な家に生まれ、当時の女性としては珍しく日本に留学し、旧制東京商科大学（現一橋大学）を卒業した。日本の降伏後、朝鮮文学家同盟常任委員などとして活動し、1946年7月の機関紙『文学』創刊号で発表した作品「道程」により第1回朝鮮文学賞を受賞した。1947年に北朝鮮に移るが、朴憲永派が失脚したのち、夫の林和が処刑されたのを知り、発狂して死去したとされる。